# Edward Farley (Sänger)
Edward Farley, eigentlich Edward Hughes (* 1846; † 10. März 1916 in Canberra) war ein australischer Opernsänger (Bassbariton).
Farley begann seine Laufbahn als Chorsänger in der Carl Rosa Company. Als Solist trat er erstmals 1870 am Royal Theatre in Melbourne auf. 1871 sang er den General Bumm in Jacques Offenbachs Die Großherzogin von Gerolstein. In den nächsten Jahren trat er mit William Saurin Lysters Operntruppe in zahlreichen weiteren Rollen vor allem in französischen Buffo-Opern auf. 1875 besuchte er in die USA, und im Folgejahr kehrte er mit der Operettentruppe von Emely Soldene nach Australien zurück.
Er arbeitete mit Henry Bracy zusammen und trat in London mit D' Oyley Carte's English Opera Company zusammen. Während seines Englandaufenthalts sang er auch den Escamillo in einer Carmen-Aufführung von Emely Soldene. In Australien war er Mitglied von Lysters Italian Opera Company und der Montague-Turner English Opera Company. Mit Emily Melvilles Company unternahm er Tourneen durch Indien und Ostafrika und ließ sich schließlich als Gesangslehrer in Newcastle/New South Wales nieder. Er trat noch gelegentlich als Oratoriensänger auf. Seinen letzten öffentlichen Auftritt hatte er 1906 am Theatre Royal in einer Produktion der Großherzogin von Gerolstein von William Anderson.

## Quelle
- The Sydney Morning Herald, 13. März 1916, S. 8: Death of Edward Farley

| Personendaten    | Personendaten                           |
| ---------------- | --------------------------------------- |
| NAME             | Farley, Edward                          |
| ALTERNATIVNAMEN  | Hughes, Edward (wirklicher Name)        |
| KURZBESCHREIBUNG | australischer Opernsänger (Bassbariton) |
| GEBURTSDATUM     | 1846                                    |
| STERBEDATUM      | 10. März 1916                           |
| STERBEORT        | Canberra                                |